# Crispano
Crispano es un municipio italiano localizado en la ciudad metropolitana de Nápoles, región de Campania. Cuenta con 12.368 habitantes en 2,22 km². Limita con Caivano, Cardito, Frattamaggiore, Frattaminore, en la ciudad metropolitana de Nápoles, y con Orta di Atella, en la provincia de Caserta.

## Demografía
| Gráfica de evolución demográfica de Crispano entre 1861 y 2011 |
|                                                                |
| Fuente ISTAT - elaboración gráfica de Wikipedia                |